# Arondismentul Châteaulin
Arondismentul Châteaulin (în franceză Arrondissement de Châteaulin) este un arondisment din departamentul Finistère, regiunea Bretagne, Franța.

## Subdiviziuni

### Cantoane
- Cantonul Carhaix-Plouguer
- Cantonul Châteaulin
- Cantonul Châteauneuf-du-Faou
- Cantonul Crozon
- Cantonul Le Faou
- Cantonul Huelgoat
- Cantonul Pleyben

### Comune
| 1. Argol (29001)         | 2. Berrien (29007)        | 3. Bolazec (29012)              | 4. Botmeur (29013)                    |
| 5. Brasparts (29016)     | 6. Brennilis (29018)      | 7. Camaret-sur-Mer (29022)      | 8. Carhaix-Plouguer (29024)           |
| 9. Cast (29025)          | 10. Châteaulin (29026)    | 11. Châteauneuf-du-Faou (29027) | 12. Le Cloître-Pleyben (29033)        |
| 13. Cléden-Poher (29029) | 14. Collorec (29036)      | 15. Coray (29041)               | 16. Crozon (29042)                    |
| 17. Dinéault (29044)     | 18. Le Faou (29053)       | 19. La Feuillée (29054)         | 20. Gouézec (29062)                   |
| 21. Huelgoat (29081)     | 22. Kergloff (29089)      | 23. Kerlaz (29090)              | 24. Landeleau (29102)                 |
| 25. Landévennec (29104)  | 26. Lannédern (29115)     | 27. Lanvéoc (29120)             | 28. Laz (29122)                       |
| 29. Lennon (29123)       | 30. Leuhan (29125)        | 31. Locmaria-Berrien (29129)    | 32. Locronan (29134)                  |
| 33. Lopérec (29139)      | 34. Loqueffret (29141)    | 35. Lothey (29142)              | 36. Motreff (29152)                   |
| 37. Pleyben (29162)      | 38. Plomodiern (29172)    | 39. Plonévez-Porzay (29176)     | 40. Plonévez-du-Faou (29175)          |
| 41. Plounévézel (29205)  | 42. Plouyé (29211)        | 43. Ploéven (29166)             | 44. Pont-de-Buis-lès-Quimerch (29302) |
| 45. Port-Launay (29222)  | 46. Poullaouen (29227)    | 47. Quéménéven (29229)          | 48. Roscanvel (29238)                 |
| 49. Rosnoën (29240)      | 50. Saint-Coulitz (29243) | 51. Saint-Goazec (29249)        | 52. Saint-Hernin (29250)              |
| 53. Saint-Nic (29256)    | 54. Saint-Rivoal (29261)  | 55. Saint-Ségal (29263)         | 56. Saint-Thois (29267)               |
| 57. Scrignac (29275)     | 58. Spézet (29278)        | 59. Telgruc-sur-Mer (29280)     | 60. Trégarvan (29289)                 |
| 61. Trégourez (29291)    |                           |                                 |                                       |